# 姚鳴鸞
姚鳴鸞（1487年—1526年），字景雍，一字景睦，號亦雲，福建興化府莆田縣（今福建省莆田市）人，明朝官員。正德末中進士，官至浙江淳安縣知縣。

## 生平
正德五年（1510年）庚午科福建乡试第五十七名举人，十六年（1521年）与季父姚正同登辛巳科進士，兵部觀政，授浙江淳安縣知縣，嘉靖五年（1526年）入觐回程途中中暑，卒于德州泊头镇，年僅四十歲。

## 著作
著有《亦云集》。

## 家族
曾祖姚绍秩。祖父姚資德。父姚商，封太常博士。弟姚鳴鳳，正德丁丑進士，南京监察御史。长子姚虞，嘉靖壬辰进士，历官镇江府同知、淮安府知府。次子姚夏，生员；次姚殷。